# Russell A. Rourke

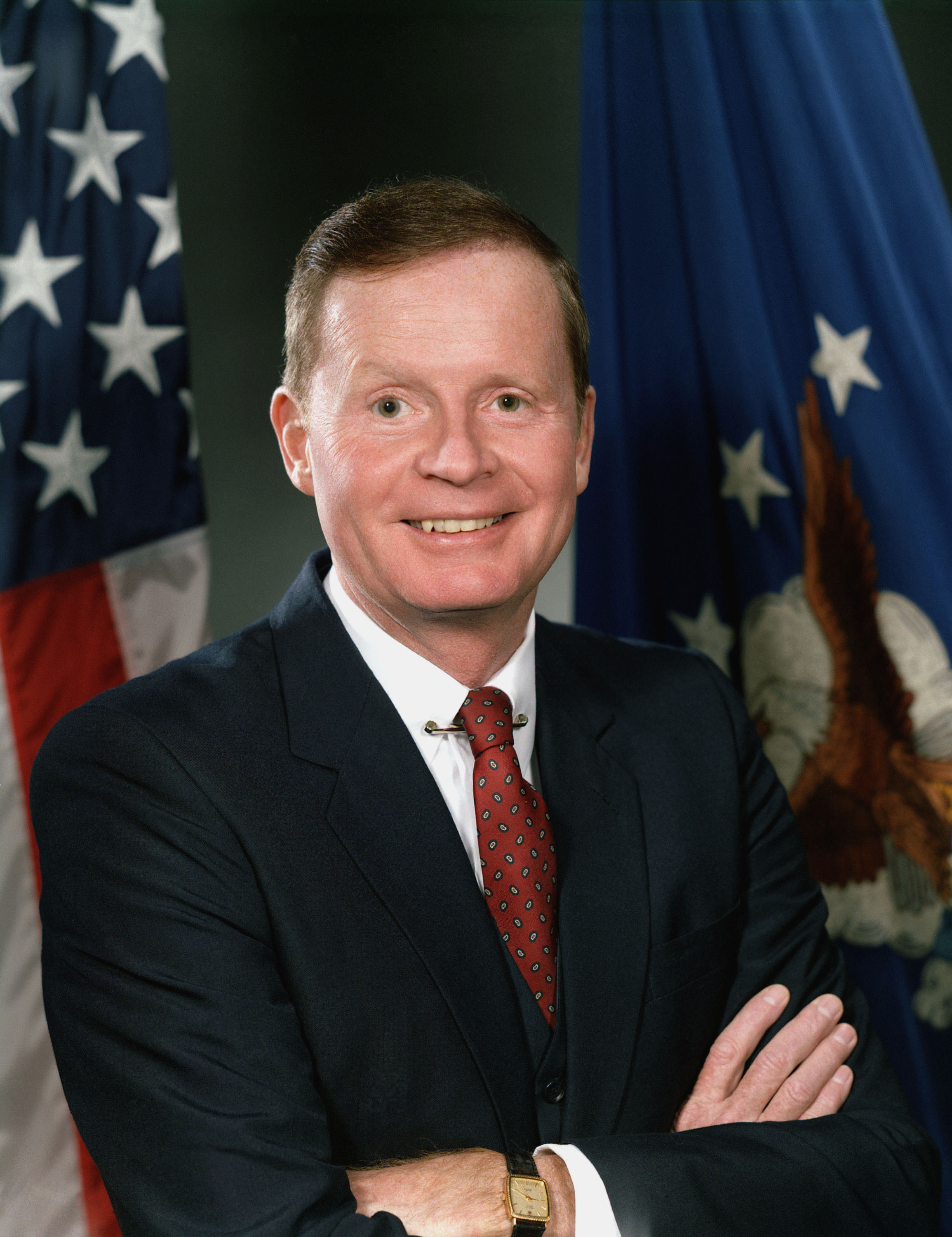
Russell A. Rourke

Russell A. Rourke (* 30. Dezember 1931 in New York City; † 19. Januar 2003 in Annapolis, Maryland) war ein US-amerikanischer Rechtsanwalt und Politiker, der unter anderem zwischen 1985 und 1985 15. US Secretary of the Air Force war.

## Leben

### Studium, Rechtsanwalt und Mitarbeiter von Kongressabgeordneten
Russell A. Rourke begann nach dem Schulbesuch zunächst ein grundständiges Studium an der University of Maryland, College Park (UMCP), welches er 1953 mit einem Bachelor of Arts (BA) mit Auszeichnung beendete. 1953 trat er in das US Marine Corps (USMC) und wurde nach einem Einsatz in Südkorea zum Oberleutnant (First Lieutenant) befördert. Er wurde mit dem Legion of Merit ausgezeichnet und diente nach seinem Ausscheiden aus dem aktiven Militärdienst in der US Marine Corps Reserve. Im Anschluss begann er ein postgraduales Studium der Rechtswissenschaften an der Juristischen Fakultät (Law Center) der Georgetown University und schloss dieses mit 1959 mit einem Bachelor of Laws (LL.B.) ab. Nach einer darauf folgenden kurzen Tätigkeit als Rechtsanwalt für die Anwaltskanzlei Keogh, Carey and Costello in Washington, D.C. zwischen 1959 und 1960 arbeitete er von 1960 bis 1964 zunächst für den Republikaner John R. Pillion, der zwischen 1953 und 1965 Mitglied des US-Repräsentantenhauses für New York war, sowie im Anschluss zwischen 1965 und 1974 als Verwaltungsassistent des Republikaners Henry P. Smith, der von 1965 bis 1965 ebenfalls als Mitglied dem US-Repräsentantenhauses für New York angehörte. Während dieser Zeit fungierte er zwischen 1972 und 1974 als Kommandeur der Marine Air Control Squadron 24 auf der Marine Corps Base Quantico.
Als Nachfolger von Henry P. Smith wurde Rourke für die Republikanische Partei für die Wahlen zum Repräsentantenhaus am 5. November 1974 selbst zum Kandidaten für den 36. Wahlbezirk von New York nominiert, unterlag dabei jedoch dem Bewerber der Demokratischen Partei, John J. LaFalce.
Nach seiner erfolglosen Kandidatur wurde Rourke 1974 zunächst Stellvertreter des Beraters des US-Präsidenten Richard Nixon, John O. Marsh Jr., sowie im Anschluss 1976 zum Sonderassistenten von Präsident Gerald Ford. Zu seinen Hauptaufgaben gehörten die gesetzgeberische Verbindung zwischen dem Weißen Haus und dem Kongress sowie die Teilnahme an Grundsatz- und Programmsitzungen mit dem Präsidenten, Mitgliedern des Kabinetts und leitenden Mitarbeitern des Weißen Hauses. Rourke führte auch von Präsident Ford beauftragte Sonderprojekte durch und zu seinen letzten Aufgaben gehörte 1977 die Zuweisung zum Übergangsteam (Transition Team) des Weißen Hauses. Daraufhin arbeitete er zwischen 1977 und 1981 als Verwaltungsassistent des Republikaners Harold S. Sawyer, der von 1977 bis 1985 Mitglied des US-Repräsentantenhauses für Michigan war.

### Assistant Secretary of DefenseundSecretary of the Air Force
Nach der Präsidentschaftswahl 1980 wurde Russell A. Rourke im Mai 1981 als Leiter der Unterabteilung Gesetzgebungsangelegenheiten im Verteidigungsministerium (Assistant Secretary of Defense for Legislative Affairs for the Department of Defense). In dieser Funktion war Rourke der Hauptberater von Verteidigungsminister Caspar Weinberger bei der Prüfung des Gesetzgebungsprogramms des Ministeriums durch den Kongress, unterhielt direkte Verbindung mit dem Kongress, dem Exekutivbüro des Präsidenten EOP (Executive Office of the President) und anderen Regierungsbehörden in Fragen der Verteidigungsgesetzgebung. Für seine hervorragenden Verdienste wurde ihm von Minister Weinberger die Distinguished Public Service Medal des US-Verteidigungsministeriums verliehen. Im Mai 1985 schied er nach 32 Dienstjahren als Oberst (Colonel) aus dem Dienst der US Marine Corps Reserve.
Am 1. Dezember 1985 wurde Rourke als Nachfolger von Verne Orr als 15. US Secretary of the Air Force Staatssekretär für die Luftstreitkräfte (US Force) ernannt und unterstand als solcher weiterhin Verteidigungsminister Weinberger. Er bekleidete dieses Amt bis zum 7. April 1986, woraufhin Edward C. Aldridge ihn ablöste. Nachdem seine zuvorige Stelle als Assistant Secretary of Defense for Legislative Affairs vakant war, wurde M. D. B. Carlisle für die Position am 30. April 1986 nominiert.
Russell A. Rourke, der nach seinem Ausscheiden aus der Regierung ein Immobiliengeschäft in Annapolis betrieb, war mit Judith Anne Muller verheiratet und Vater von drei Kindern.